# Eterna
Eterna var en müsli som tillverkades av Semper från 1954. Under en tid hette den Eterna Frukost.
Eterna betyder evig på latin och det är oklart varför müslin fått namnet. Ursprungligen rekommenderade Semper den i filmjölk, kräm, mjölk, yoghurt och nyponsoppa. Vid 1970-talets slut var Eterna en av Sveriges populäraste frukostflingor. Vid den tidpunkten kallade Semper Eterna för "Sveriges nyttigaste frukostflinga". Senare hårdnade konkurrensen från andra fling- och müslitillverkare och till slut upphörde produktionen av Eterna.
Semper Eterna innehöll 19 ingredienser: vetegroddar, skummjölkspulver, veteflingor, majsflingor, havreflingor, kornflingor, rostad råg, vasslepulver, honung, russin, druvsocker, råsocker, melass, mjölksyrad kalk, jod, maltextrakt, nypon, näringsjäst och dikalciumfosfat. Receptet ändrades dock till 21 ingredienser där rostad råg, råsocker, melass, mjölksyrad kalk, maltextrakt och dikalciumfosfat ersattes med rågflingor, gul farin, brun farin, kalciumfosfat, vitaminer, lecitin, sojamjöl och järn på innehållsdeklarationen.